# 電子ブック (規格)
電子ブック（でんしブック、Electronic Book）とは、ソニーが中心となって開発した電子書籍の規格、またその規格に基づいて作成された出版物（メディア）である。
メディアは文字や画像のデータが収められた8cm CD-ROMをキャディと呼ばれる専用のケースに収めたものを用い、それを電子ブックプレーヤーと呼ばれる専用のハードウェアで利用する。最初の電子ブックプレーヤーは1990年7月に発売されたソニーの「DATA Discman DD-1」で、世界初の電子書籍専用端末とされるが、実質的には電子辞書として扱われることが多かった。電子ブックプレーヤーの発売に合わせて『広辞苑 電子ブック版』や『現代用語の基礎知識 電子ブック 1990年版』など18タイトルが発売された。
松下電器産業と三洋電機も参入し、出版社、メーカー、印刷会社、流通の4者による「電子ブックコミッティー」が設立され、製品の仕様や販売促進、電子ブック規約の改良などについての意見が交わされた。電子ブックプレーヤーは1992年4月に三洋電機から「EXB-1」、6月に松下電器産業から「KX-FBP1」が発売され、電子ブック市場は急速に拡大していった。
1994年には専用キャディからCD-ROMを取り出しての使用が認められ、一般のパソコンでも利用されるようになった。
その後、CD-ROMを使わないIC電子辞書が登場し、電子ブックプレーヤーは2000年に発売された機種を最後に生産を完了し、電子ブックコミッティーも2000年4月に解散した。

## 仕様
電子ブックの仕様は、大別してEB/EBG/EBXA/EBXA-C/S-EBXAがある。
EB
1994年までに日本国内で発行された文字のみ/文字と画像を含む電子ブック。
EBG
1994年までに日本国外(欧米)で発行された文字のみ/文字と画像を含む電子ブック。
EBXA
EBとEGBを統一し、それ以降に日本国内・国外で発行された、文字のみ/文字と画像/文字と画像と音声を含む電子ブック。EBXAの音声は、当時、ソニーが推進していたCD-ROM XAトラックにADPCMで記録されている。
EBXA-C
EBXA仕様を遵守し、中国語にも対応した電子ブック。1997年発売のソニーの電子ブックプレーヤー「DD-CH10」が対応しており、『小学館中日/日中辞典』が付属する。EBXA-Cは中国語に対応のため文字コードは特殊で、日本語のJIS X 0208と、GB 2312をベースとした独自中国語文字コードを併用している。
S-EBXA
1998年に拡張された仕様（カラー画像表示対応、データの圧縮など）の電子ブック。
源流が同じことからEPWINGと構造が類似しており、両方に対応している検索ソフトが多いが、電子ブックとEPWINGは互換性がない。ファイル名、ディレクトリ構造、ファイル構成も異なり、のちに拡張された音声と映像の形式やデータ圧縮の方式は異なる。

## 検索・操作
電子ブックの主要な検索方法は以下の通り。ワイルドカードや正規表現は使えない。電子ブックは一般にかなと英字のインデックスのみが記録されており、漢字を含むキーワードでの検索ができない。これは電子ブックが8cmCD-ROMに記録されるために、記録容量に制限があること、電子ブックプレーヤーには「かな漢字変換」機能がないことによる。検索のためのインデックスがなく検索できないものも多い。その場合はメニュー操作になる（例外的に、電子ブックでありながら、漢字のインデックスを備えるものもある）。
前方一致
見出し語の前方に一致する。「ぜんぽう」で検索すると、「前方」だけでなく、「前方不注意」なども見つかる。
後方一致
見出し語の後方に一致する。「ほうこう」で検索すると、「方向」だけでなく、「双方向」なども見つかる。
条件検索
見出し語ではなく、語釈中の単語を検索する。ただし、その電子ブックの制作時に切り出した単語にしかマッチしないので、実際には語釈中に存在する単語が見つからないこともある。
複合検索
その電子ブック独自の検索方法。例えば漢和辞典であれば、読み・部首・画数のそれぞれを指定して検索する。
テキストメニュー
テキストベースのメニューで選択して閲覧する操作方法。検索ではなく選択になる。
グラフィックメニュー
グラフィックベースのメニューで選択して閲覧する操作方法。検索ではなく選択になる。

## 電子ブックプレーヤー

### 専用ハードウェア
電子ブック検索・閲覧専用ハードウェアとしての「電子ブックプレーヤー」は、ソニー、松下電器（九州松下）、三洋電機などから発売された。
最初の電子ブックプレーヤーは1990年7月に発売されたソニーの「データディスクマン DD-1」で、世界初の電子書籍専用端末とされる。電子ブックプレーヤーの発売に合わせて『広辞苑 電子ブック版』や『現代用語の基礎知識 電子ブック 1990年版』など18タイトルが発売された。
1992年4月に三洋電機から「ピッとデータ EXB-1」、6月に松下電器産業から「データプレス KX-FBP1」が発売された。
電子ブックプレーヤーには電子ブックが付属している。ソニーの場合、最も多いものは三省堂の国語・英和・和英・外来語・類語・ことわざ、その他の辞書を1枚の電子ブックとしたもので、これは後に、ほとんど同じものが三省堂から「辞書パック10」として発売された。データが圧縮されたS-EBXAの登場以降は、広辞苑と研究社の英和・和英辞典を1枚の電子ブックとしたものとなった。松下電器は福武書店の国語・英和・和英が付属していた。
電子ブックプレーヤーは一部機種を除き、キャディの中身を入れ替えたり、専用キャディを用いることで、8cm音楽CDの再生も可能である。
FM文字多重放送に対応したラジオを内蔵した機種もあった。
2000年に発売されたソニーの「DD-S35」が2003年に生産を完了し、電子ブックプレーヤーの最後の機種となった。

### その他ハードウェア
ゲーム機を電子ブックプレーヤーとして用いるためのソフトウェアとして、ビクター「ワンダーメガ（RG-M2）」用の電子ブックデコーダーカートリッジ「WONDER LIBRARY(RG-ED1)」や、セガからセガサターン（およびビクター「Vサターン」、日立製作所「ハイサターン」）用ソフトウェアとして「電子ブックオペレーター HSS-0120」が発売されていた。
松下電器産業「FW-U1CD 300シリーズ（CD スララ）」のように、電子ブックを再生できるCD-ROMドライブを内蔵したワープロ専用機も存在した。

## パソコンでの利用

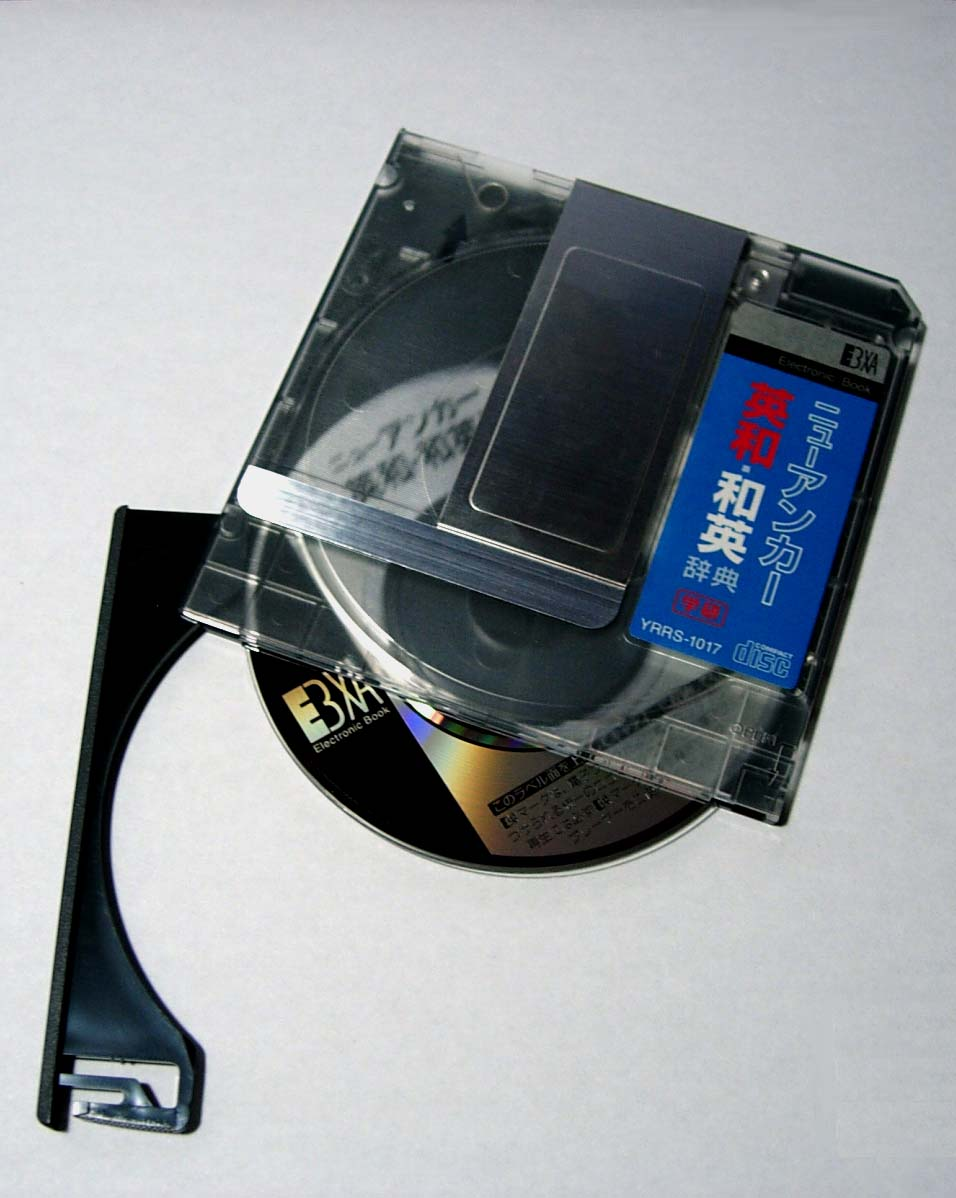
電子ブックの構造

ほとんど全ての電子ブックは、キャディからCD-ROMを取り出すと、パーソナルコンピュータで使用することができる。一部の電子ブックには、最初からPC用検索ソフトが付属している。もし付属していない場合でも、電子ブックの検索ソフトは市販製品だけでなく、フリーウェアも多いので用途や好みに応じて選択できる。ただし元来が専用ハードウェアを前提とした仕様のため、何らかの制限が残ることも多い。全てのファイルをディレクトリ構造を保ったままハードディスクにコピーして使用すれば、CD-ROMがなくとも使用できるようになる。
過去にはキャディからCD-ROMを取り出さずにセットできる専用ドライブ（ソニーDD-DR1、ただし検索ソフトは専用品）や、一般のコンピュータに接続しコンピュータ上の検索ソフト（専用品）から検索でき、かつ単体でも電子ブックの検索ができる電子ブックプレーヤー（ソニーDD-30DBZ）も発売されていたが、あまり普及しなかった。

## 出版タイトル
実際に出版された電子ブックの分野は多岐にわたり、
- 百科事典（『ブリタニカ国際大百科事典小項目版』『小学館日本大百科全書』）
- 国語辞典（『広辞苑』『大辞林』など）
- 英語辞典（『研究社新英和・和英』『リーダーズ＋プラス』『新編英和活用大辞典』など）
- 外国語辞典（『クラウン独和』『クラウン仏和』）
- 漢和辞典（『漢字源』）
- 現代語辞典（『現代用語の基礎知識』『データパル』）
- 専門用語
- 語学学習
- ホビー・レジャー

などがある。1998年時点で約230タイトルが流通していた。電子ブックプレーヤーに同梱されるほか、大手書店などでも流通していた。少数ではあるがアメリカやドイツで制作・発売された電子ブックもあった。

## 関連文献
- 電子ブック倶楽部 編『電子ブックで遊ぶ本』メディアパル、1991年、ISBN 4896100050
- 電子ブック倶楽部 編『電子ブック活用術 新世代のパーソナル情報ツール』メディアパル、1992年、ISBN 4896100123

### 電子ブック全般
- 電子ブックのひろば - 2000年4月7日時点のアーカイブ
- 電子ブック全情報+ - 1997年1月29日時点のアーカイブ

### PC用ビューアなど
- イースト 電子辞典ビューア ViewIng3.0
- EBWin4
- 鍋田辞書ホームページ
- 電子ブック漢字インデクサ